# Лонг Бийч
Вижте пояснителната страница за други значения на Лонг Бийч.
Лонг Бийч (на английски: Long Beach, в превод „Дълъг плаж“) е град в окръг Лос Анджелис, щата Калифорния, САЩ. Лонг Бийч е с население от 469 450 жители (по приблизителна оценка от 2017 г.).

## Музика
От Лонг Бийч, Калифорния, е музикалната група Sublime.

## Побратимени градове
- Баколод, Филипини
- Валпараисо, Чили
- Вирджиния Бийч, САЩ
- Гуадалахара, Мексико
- Измир, Турция
- Йокаичи, Япония
- Калкута, Индия
- Карсън Сити, САЩ
- Манта Еквадор
- Момбаса, Индия
- Пном Пен, Камбоджа
- Сочи, Русия
- Циндао, Китай

## Личности
Родени
- Марк Чери (р. 1962), американски телевизионен продуцент и сценарист
- Никълъс Кейдж (р. 7 януари 1964), американски актьор
- Зак де ла Роча (р. 1970), американски рок певец
- Снуп Дог (р. 1971), американски рапър